# Limba catalană
Catalană (català) este o limbă romanică (vezi și Limbi romanice iberice) vorbită pe un teritoriu populat de 11 milioane de locuitori, din statele Spania, Franța, Andorra și Italia:
- Catalonia (Catalunya, Spania), unde este limbă co-oficială, alături de spaniola.
- Insulele Baleare (Illes Balears, Spania), unde este limbă co-oficială cu spaniola.
- Andorra, unde este singura limbă oficială.
- O mare parte din Valencia (País Valencià, Spania), unde este co-oficială cu spaniola, fiind numită oficial valencià (valenciană).
- Catalonia de Nord sau Roussillon (Catalunya Nord, Franța), unde catalana nu are statut oficial.
- O mică parte din Aragon, Spania (La Franja), mai ales comarqueurile Baixa Ribagorça, Llitera, Baix Cinca, și Matarranya, unde nu are statut oficial, însă și-a câștigat o anumită recunoaștere în legile aragoneze, după 1990.
- Orașul sardinian l'Alguer (Alghero, Italia), unde este co-oficială cu italiana și cu sarda.
- O mică regiune în Murcia, cunoscută ca și el Carxe, unde catalana nu are statut oficial.

Toate zonele sunt numite neoficial Països catalans (sau Țări catalane), o denumire bazată la origine pe afinitatea culturală și pe patrimoniul comun, care a fost mai târziu interpretată politic de unii.
Catalana s-a dezvoltat în secolul IX din Latina vulgară de ambele părți ale Munților Pirinei (regiunile Rosselló, Empuries, Besalú, Cerdanya, Urgell, Pallars și Ribagorça). Are trăsături comune cu galo-romana și ibero-romana și se poate spune că provine din dialectul occitan (sau roman de vest).
Limba s-a extins spre sud prin Reconquista, în mai multe faze: Barcelona și Tarragona, Lleida și Tortosa, vechiul Regat al Valenciei, și transplantat spre Insulele Baleare și orașul Alguer din Sardinia.